# Droga wojewódzka 130
Die Droga wojewódzka 130 (DW 130) ist eine Woiwodschaftsstraße in Polen, die die Großstadt Gorzów Wielkopolski und das Dorf Barnówko verbindet. Die Gesamtlänge beträgt 29 Kilometer. 
Die Straße führt durch zwei Woiwodschaften: die Lebus und Westpommern und deren zwei Kreise: Gorzów Wielkopolski und Gryfino.  